# مطار كوكس الدولي زايد
مطار كوكس الدولي زايد (بالألبانية: Aeroporti Ndërkombëtar i Kukësit Zayed-Flatrat e Veriut)‏(إياتا: KFZ، إيكاو: LAKU) هو مطار دولي يقع في مدينة كوكس، مقاطعة كوكس، ألبانيا.قامت الإمارات العربية المتحدة بتمويل بناء المطار وتم تسمية المطار على اسم زايد بن سلطان آل نهيان.

## شركات الطيران والوجهات
| شركـات طيـران | الوجهات                                                                                                |
| ------------- | --- |
| طيران ألبانيا | موسمي: مطار بازل - ميلوز - فريبورغ الأوروبي                                                            |
| ويز للطيران   | موسمي: مطار بازل - ميلوز - فريبورغ الأوروبي، مطار كارلسروه/بادن-بادن، مطار ميمينجين، مطار فيينا الدولي |

## الإحصائيات
| السنة | المسافرين | التغير   | عدد الطائرات | التغير |
| ----- | --------- | -------- | ------------ | ------ |
| 2021  | 4,742     |          | 85           |        |
| 2022  | 39,752    | ▲ 738.3% | 545          | ▲ 541% |